# Beyond Meat
Beyond Meat, Inc. је произвођач биљних замена за месо који је 2009. године основао Итан Браун. Први производи овог предузећа покренути су током 2012. године у САД.